# Showaddywaddy
Showaddywaddy was een populaire popgroep vanaf 1973 tot begin jaren 80. De leden komen uit Leicester (Engeland). Ze waren gespecialiseerd in het maken van covers van hits uit de jaren 50 en gingen gekleed als Teddy Boys.

## Bekende hits
- Hey rock and roll (1974)
- Hey mister Christmas (1974)
- Heartbeat (1975)
- Three steps to heaven (1975)
- Under the moon of love (1976)
- When (1977)
- I wonder why (1978) (Alarmschijf)
- Why do lovers break each others hearts? (1980)

## Bandleden
De originele bandleden van Showaddywaddy zijn:
- Dave Bartram - zanger - 23 maart 1952 in Leicester, Engeland.
- Buddy Gask - zanger - geb. als William Gask, 18 december 1948 in Leicester-overleden 7 juni 2011 te Spanje
- Russ Field - Gitaar - geb. als James Lewis Russell Field, 1 september 1949 in Berwick Upon Tweed, Engeland.
- Trevor Oakes - Gitaar - 9 september 1946 in Leicester.
- Al James - Bas - geb. als Geoffrey Betts, 13 januari 1946 in Leicester - overleden 16 november 2018 in Billesdon.
- Rod Deas - Bas  13 februari 1948 in Scarborough, North Yorkshire Engeland.
- Malcolm Allured - Drum - 27 augustus 1945 in Leicester.
- Romeo Challenger - Drum - 19 mei 1950 in Antigua, West-Indië.

Malcolm Allured verliet de groep in 1984, en werd opgevolgd door Russ Field in 1985 en Buddy Gask in 1987. 
De overgebleven 5 originele bandleden treden nog steeds op aangevuld met Danny Willson (broer van Ricky Willson van Diesel Park West). In april 2019 kwam er weer een cd uit met al hun hits met de titel “Gold”.